# Isikava-diagram
Az Isikava-diagramot (más néven halszálkadiagram vagy ok-okozati diagram) Isikava Kaoru alkotta meg 1968-ban. A módszer célja, hogy rámutasson egy bizonyos eseményt kiváltó okokra. Az Isikava-diagramot legtöbbször a terméktervezésnél és a minőségi hibák megelőzésénél használják arra, hogy azonosítsák az összes potenciális faktort, amelyek felelősek lehetnek a végső hatásért. Minden tökéletlenséget okozó vagy kiváltó tényező egy újabb variáció forrását jelenti.
Az okokat általában a következő főbb csoportokba szokták sorolni ahhoz, hogy azonosíthatóak lehessenek ezek a különbözőségek:
- Ember: bárki, aki részt vesz az adott folyamatban
- Módszerek: hogyan megy végbe a folyamat és milyen előírások vonatkoznak rá, úgymint üzletpolitika, eljárások, belső szabályozások és törvényi előírások
- Gép: bármely eszköz, amely szükséges a feladat elvégzéséhez (pl. számítógépek, szerszámok stb.)
- Anyagok: minden alapanyag, félkész és késztermék, amelyek szükségesek a végső termék előállításához
- Mérések: minden adat, amit folyamatból származik és alkalmas a folyamat minőségének értékelésére
- Környezet: azok a feltételek, amelyek mellett az adott folyamat működik (pl. helyszín, idő, hőmérséklet, kultúra stb.)

## 1. Áttekintés

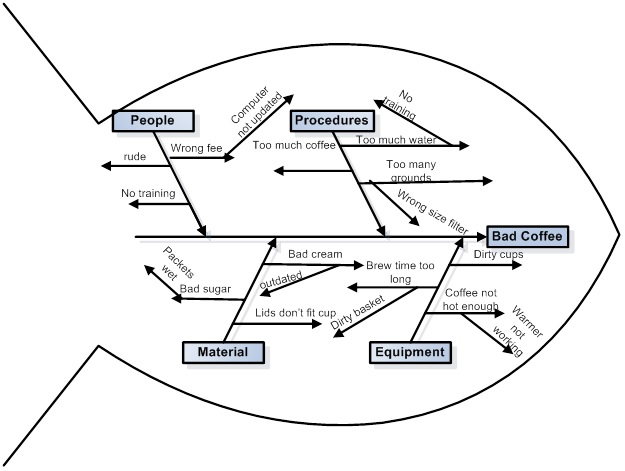
Isikava-diagram arról, hogy milyen okok vezetnek a rosszabb minőségű kávé előállításához (angol szemléltető ábra)

A halszálkadiagram Isikava Kaoru által vált népszerűvé az 1960-as években. Isikava komoly áttöréseket ért el a minőségmenedzsment terén a Kawasaki hajógyárban, és ennek köszönhetően a modern menedzsment egyik alapító atyjává vált. Az alapkoncepció először az 1920-as években jelent meg a gyakorlatban, amelyet azóta is a minőségkontroll hét alapeszközök egyikének tartanak. Közismert neve a halszálkadiagram, amely a halak csontvázához hasonló alakja miatt terjedt el. A Mazda Motors egyike az Isikava-módszer sikertörténeteinek. A diagramot a Miata sportautójának kifejlesztéséhez használta a Mazda, ahol az elvárt eredmény a „Dzsinba Ittai” (Ló és Lovas egy egységben — jap. 人馬一体). A fő okok olyan szempontokat követtek, mint a kényelem és a fékezés minőségét befolyásoló tényezők, úgymint a kiegyensúlyozott teherelosztás vagy hogy a vezetőnek legyen elég helye pihentetnie a könyökét a vezetőoldali ajtón. A diagram elkészítését követően minden olyan elem, amely ezek alapján megjelent rajta, kiemelt szerepet kapott a végső dizájn megszületésében.

## 2. Okok
A diagramon megjelenő okokat gyakran szokták kategorizálni a 6M-mel. A ok-okozati diagramok alkalmas eszközök kulcsfontosságú kapcsolatok feltárására a különböző változók között, illetve az így feltárt okok növelik a folyamatok átláthatóságát Az okokat közös brainstorming segítségével is fel lehet tárni. Ezt a leghatásosabb csoportokban végezni. Minden csoport egy külön kategóriát jelent a diagramon. Ezek általában a már említett kategóriák (pl. ember, módszerek, gép, anyagok, mérések). A okok mentén végig haladva az 5 Miért (5W) módszerrel eljuthatunk a gyökér okokhoz.

### 6M a termelésben
- Machine (gép) – technológia és eszközök
- Method (folyamat) – feladatok és eljárások
- Material (anyag) – nyersanyag, információ, kész- és félkész termék
- Manpower (ember) – szellemi és fizikai munkaerő
- Measurement (mérés) – meghatározás, mérés, ellenőrzés, visszacsatolás
- Milieu/Mother Nature (környezet) – a vállalatot körülvevő gazdasági, természeti, szociális és politikai környezet

Az eredeti 6M megalkotása a Toyota termelési rendszeréhez kapcsolódik. Ez a séma aztán az idők során tovább lett bővítve 8M-re (Management és Maintenance), de végül nem terjedt el globálisan a köztudatban. Annak érdekében, hogy a eredeti célját elérje a program, azaz, hogy egyszerű és áttekinthető maradjon, a termelésben inkább a 6M dominál és csak ritkán fordul elő a 8M.
- Management (vezetés)
- Maintenance (karbantartás)

### 7P a termékmarketingben
- Product/Service (termék- és szolgáltatáspolitika)
- Price (árpolitika)
- Place (értékesítési csatorna)
- Promotion (kommunikáció)
- People (emberek)
- Process (folyamat)
- Physical Evidence (fizikai megjelenés)

### 4S a szolgáltatószektorban
- Surroundings (környezet)
- Suppliers (beszállítók)
- Systems (rendszerek)
- Safety (biztonság)

## 3. Hasznos kérdések az Isikava-diagram elkészítéséhez

### Man (munkaerő)
- A dokumentumok megfelelően lettek értelmezve?
- Az információ eljutott-e minden érintetthez?
- A címzettnek világos-e az információt?
- Részesült-e a feladat elvégzéséhez szükséges képzésben az adott munkaerő?
- Sok döntést kellett-e meghozni a feladat elvégzése során?
- Volt-e valamilyen segédlet a döntések meghozatalához?
- A környezete befolyásolta-e az adott munkaerő cselekvését?
- Vannak-e zavaró tényezők a munkahelyen?
- A fáradtság közrejátszó tényező-e a teljesítményben?
- Megfelelő teljesítményt nyújt-e a munkaerő?
- Megbízható-e a munkaerő?
- Képzett-e a munkaerő?
- Tapasztalt-e a munkaerő?
- Egészséges és jó fizikai állapotban van-e a munkaerő?
- Mekkora tapasztalattal rendelkezik a munkaerő az adott feladat elvégzésében?
- Véghez tudja-e vinni a műveleteket hiba nélkül?

### Machines (gépek)
- Megfelelő volt-e a használt eszköz/felszerelés?
- Megfelelt-e a termelési előírásoknak?
- Megfelelt-e a folyamat kapacitásoknak?
- A file-ok a megfelelő formában/kiterjesztésben kerültek-e mentésre a megfelelő helyre?
- Az adott eszközt hatékonyságát befolyásolja-e a környezete?
- Az adott eszközt megfelelően karbantartják-e?
- Frissíteni kell-e a hardvert vagy szoftvert?
- Az adott eszköz vagy szoftver valóban hasznos-e számunkra?
- Az adott gép megfelelően volt karbantartva?
- A gép megfelelően volt-e programozva?
- Az adott felszerelés megfelelő volt-e a feladat elvégzéséhez?
- Biztonságos-e az adott gép?
- Az adott eszköz kapacitása ki lett-e használva?
- Minden irányító eszköz megfelelően van-e feltüntetve és megkülönböztetve?
- Az adott eszköz valóban a legmegfelelőbb-e az adott feladat elvégzésére?

### Measurement (mérés)
- Megfelelően van-e kalibrálva a mérőeszköz?
- A megfelelő eszközzel lett-e elvégezve a mérés?
- Volt-e már vizsgálva a merőeszköz teljesítménye?
- Eltérnek a mérések operátorok (mérést végzők) között?
- Okoz-e nehézséget az mérést végzőknek az előírt eszköz használata?
- A mérőberendezés alkalmas-e az adott folyamat mérésére?
- Megfelelően vannak meghatározva a mértékek a mérőeszközre?
- Befolyásolja-e a környezet a mérési folyamatot?

### Material (anyag)
- Minden szükséges információ elérhető és pontos?
- Mi van akkor, ha nem áll rendelkezésre az összes szükséges információ?
- A felhasznált anyag megfelelően volt-e ellenőrizve?
- Helyettesítve lett-e az adott anyag?
- A beszállító folyamatai megfelelően kontrollálva vannak-e és átláthatóak-e?
- Volt-e gond a felhasznált nyersanyaggal?
- Megfelelő volt-e az alapanyag az adott feladat elvégzésére?
- A minőségi előírások megfelelőek voltak az adott termék, félkész termék helyes működéséhez?
- Szennyezett volt-e az anyag?
- Megfelelően volt-e kezelve az alapanyag? (tárolva, kiválogatva, használva és ártalmatlanítva)

### Method
- Megfelelően volt-e a doboz, hordó, egyéb tároló eszköz felcímkézve?
- A dolgozók részesítve lettek-e megfelelő oktatásban?
- Mennyi „ha szükséges” és „megközelítőleg” meghatározás található a folyamatokban?
- Az adott folyamat valamilyen integrált termékfejlesztési team (ITT) által lett-e létrehozva?
- Az ITT alkalmazott-e környezettervezési alapelveket?
- Lett-e bármilyen kapacitási tanulmány elvégezve az adott folyamatra?
- Statisztikai folyamatszabályozást alkalmaznak-e az adott folyamatra kontrollálására?
- A folyamatutasítások világosan vannak-e leírva?
- Alkalmaztak-e hibajavító eszközöket/technikákat?
- Pontosan vannak-e megadva munkavégzéshez szükséges utasítások?
- Felül lettek-e vizsgálva a munkavégzési előírások?
- A szerszámok/eszközök megfelelően vannak-e kialakítva és irányítva?
- A kezelés/csomagolás megfelelően van-e specifikálva?
- Eszközöltek-e változást a folyamatban?
- Eszközöltek-e változást a tervezésben?
- Megfelelő-e a világítás és a szellőzés?
- Végeztek-e már hibamód és –hatáselemzést?
- Megfelelő volt-e a mintavétel?
- A folyamat biztonságot tekintve kritikus elemei világosak-e a folyamatot felügyelőnek?

### Environment (környezet)
- A napközbeni hőmérsékletváltozás befolyásolja-e az adott folyamatot?
- Van-e valamilyen hatással a folyamatra a páratartalom, rezgés, zaj, fény, stb?
- Megfelelően kontrollált körülmények között megy-e végbe a folyamat?
- Zavarja-e a munkaerőt a zaj, kellemetlen hőmérséklet, neonvilágítás, stb?
- Management (vezetés)
- Látható-e a menedzsment részvétele?
- A feladatokkal szembeni figyelmetlenség
- A teendők veszélyeinek megfelelő biztosítása
- Teendők akadályozása
- Folyamatok hiánya
- Oktatás vagy képzés hiánya
- A munkaérő hiányos bevonása
- A veszélyek gyenge felismerése
- A már azonosított veszélyek megoldatlansága

## Kritika
Az okok természetének megértéséhez fontos hogy különbséget tegyünk egy esemény bekövetkezésének a szükséges és elégséges feltételeiről. A szükséges körülmény az, amelynek hiányában az adott esemény nem tud bekövetkezni. Az elégséges körülmény azt a feltételt jelenti, amely fennállása esetén az adott körülmény biztosan meg fog történni. Megjegyzendő, hogy a fenti megkülönböztetés hiánya miatt az Isikava-diagramot sokan kritizálták, azt hangoztatva, hogy az nem különíti el élesen a két kategóriát.

## Fordítás
Ez a szócikk részben vagy egészben  az   Ishikawa diagram című angol Wikipédia-szócikk ezen változatának fordításán alapul.  Az eredeti cikk szerkesztőit annak laptörténete sorolja fel. Ez a jelzés csupán a megfogalmazás eredetét és a szerzői jogokat jelzi, nem szolgál a cikkben szereplő információk forrásmegjelöléseként.